# Arrow-Preis
Der Arrow-Preis (englisch: Arrow Award) ist eine von der International Health Economics Association ausgelobte Auszeichnung, mit der jährlich Autoren für eine herausragende Publikation zu einem Thema der Gesundheitsökonomie im Jahr vor der Auszeichnung geehrt werden.

## Hintergrund
Der Arrow-Preis wird zu Ehren von Kenneth Arrow und dessen 1963 veröffentlichtem Aufsatz „Uncertainty and the welfare economics of medical care“ vergeben, der auf die Entwicklung des Themengebiets maßgeblichen Einfluss hatte. Arrow wirkte an der Entwicklung der Auszeichnung mit und übergab 1993 die erste Auszeichnung an Richard Hirth. 
Die Auszeichnung wird im Rahmen des alle zwei Jahre stattfindenden Kongresses der International Health Economics Association überreicht, in den Jahren dazwischen im Rahmen der jährlich stattfindenden Treffen der American Economic Association.

## Preisträger
Folgende Forscher wurden mit dem Preis geehrt:
| Jahr | Preisträger | Titel des Artikels |
| ---- | --- | --- |
| 2025 | Marcella Alsan, Maya Durvasula, Harsh Gupta, Joshua Schwartzstein, Heidi Williams                                                                              | Representation and extrapolation: evidence from clinical trials (Quarterly Journal of Economics)                                                                |
| 2024 | Edward N. Okeke | When A Doctor Falls From The Sky: The Impact Of Easing Doctor Supply Constraints On Mortality (American Economic Review)                                        |
| 2023 | Sendhil Mullainathan, Ziad Obermeyer | Diagnosing Physician Error: A Machine Learning Approach to Low-Value Health Care (Quarterly Journal of Economics)                                               |
| 2022 | Andrew Goodman-Bacon | The Long-Run Effects of Childhood Insurance Coverage: Medicaid Implementation, Adult Health, and Labor Market Outcomes (American Economic Review)               |
| 2021 | Nava Ashraf, Oriana Bandiera, Edward Davenport, Scott S. Lee                                                                                                   | Losing Prosociality in the Quest for Talent? Sorting, Selection, and Productivity in the Delivery of Public Services (American Economic Review)                 |
| 2020 | Tatyana Deryugina, Garth Heutel, Nolan H. Miller, David Molitor, Julian Reif                                                                                   | The Mortality and Medical Costs of Air Pollution: Evidence from Changes in Wind Direction (American Economic Review)                                            |
| 2019 | Marcella Alsan, Marianne Wanamaker | Tuskegee and the Health of Black Men (Quarterly Journal of Economics)                                                                                           |
| 2018 | Marika Cabral | Claim Timing and Ex Post Adverse Selection (Review of Economic Studies)                                                                                         |
| 2017 | Martin Gaynor, Carol Propper, Stephan Seiler | Free to choose? Reform, choice and consideration sets in the English National Health Service (American Economic Review)                                         |
| 2016 | Eric Budish, Benjamin N. Roin, Heidi Williams | Do firms underinvest in long-term research? Evidence from cancer clinical trials (American Economic Review)                                                     |
| 2015 | Jeffrey Clemens, Joshua D. Gottlieb | Do Physicians' Financial Incentives Affect Treatment Patterns and Patient Health? (American Economic Review)                                                    |
| 2014 | Jonathan T. Kolstad | Information and quality when motivation is intrinsic: evidence from surgeon report cards (American Economic Review)                                             |
| 2013 | Amy Finkelstein, Sarah Taubman, Bill J. Wright, Mira Bernstein, Jonathan Gruber, Joseph P. Newhouse, Heidi Allen, Katherine Baicker, Oregon Health Study Group | The Oregon Health Insurance Experiment: Evidence from the First Year (Quarterly Journal of Economics)                                                           |
| 2012 | Randall D. Cebul, James B. Rebitzer, Lowell J. Taylor, Mark E. Votruba                                                                                         | Unhealthy Insurance Markets: Search Frictions and the Cost and Quality of Health Insurance (American Economic Review)                                           |
| 2011 | Carol Propper, John van Reenen | Can pay regulation kill? Panel Data Evidence on the Effect of Labor Markets on Hospital Performance (Journal of Political Economy)                              |
| 2010 | Kate Ho | Insurer-Provider Networks in the Medical Care Market (American Economic Review)                                                                                 |
| 2009 | Hanming Fang, Michael P. Keane, Dan Silverman | Sources of Advantageous Selection: Evidence from the Medigap Insurance Market (Journal of Political Economy)                                                    |
| 2008 | Amitabh Chandra, Doug Staiger | Productivity Spillovers in Health Care: Evidence from the Treatment of Heart Attacks (Journal of Political Economy)                                             |
| 2007 | Kevin M. Murphy, Robert H. Topel | The Value of Health and Longevity (Journal of Political Economy)                                                                                                |
| 2006 | Gary Becker, Tomas J. Philipson, Rodrigo R. Soares | The Quantity and Quality of Life and the Evolution of World Inequality (American Economic Review)                                                               |
| 2005 | Edward Miguel, Michael Kremer | Worms: Identifying impacts on education and health in the presence of treatment externalities (Econometrica)                                                    |
| 2004 | Kenneth Chay, Michael Greenstone | The Impact of Air Pollution on Infant Mortality: Evidence from Geographic Variation in Pollution Shocks Induced by a Recession (Quarterly Journal of Economics) |
| 2003 | Anne Case, Darren Lubotsky, Christina Paxson | Economic Status and Health in Childhood: The Origins of the Gradient (American Economic Review)                                                                 |
| 2002 | Willard G. Manning, John Mullahy | Estimating Log Models: To Transform or Not to Transform? (Journal of Health Economics)                                                                          |
| 2001 | David Cutler, Mark McClellan, Joseph P. Newhouse | How Does Managed Care Do It? (RAND Journal of Economics) |
| 2000 | Will Dow, Tomas J. Philipson, Xavier Sala i Martín | Longevity Complementarities Under Competing Risks (American Economic Review)                                                                                    |
| 1999 | Donna B. Gilleskie | A Dynamic Stochastic Model of Medical Care Use and Work Absence (Econometrica)                                                                                  |
| 1998 | Ching-To Albert Ma, Thomas G. McGuire | Optimal Health Insurance and Provider Payment (American Economic Review)                                                                                        |
| 1997 | Daniel Kessler, Mark McClellan | Do Doctors Practice Defensive Medicine? (Quarterly Journal of Economics)                                                                                        |
| 1996 | Martin Gaynor, Paul Gertler | Moral Hazard and Risk Spreading in Partnerships (RAND Journal of Economics)                                                                                     |
| 1995 | Jonathan Gruber | The Incidence of Mandated Maternity Benefits (American Economic Review)                                                                                         |
| 1994 | Phillip Cook, Michael J. Moore | Drinking and schooling (Journal of Health Economics) |
| 1993 | Richard Hirth | Nursing Home Quality: Roles of Information and Ownership (unveröffentlicht)                                                                                     |